# Paederia cruddasiana
Paederia cruddasiana là một loài thực vật có hoa trong họ Thiến thảo. Loài này được Prain mô tả khoa học đầu tiên năm 1898.